# The Proud and Profane
The Proud and Profane is een Amerikaanse oorlogsfilm uit 1956 onder regie van George Seaton. Het scenario is gebaseerd op de roman The Magnificent Bastards (1953) van de Amerikaanse auteur Lucy Herndon Crockett. Destijds werd de film in Nederland uitgebracht onder de titel Eens spreekt het geweten.

## Verhaal
Tijdens de Tweede Wereldoorlog valt de Amerikaanse marinier Colin Black in Nieuw-Caledonië voor de verpleegster Lee Ashley. Wanneer ze na verloop van tijd zwanger blijkt te zijn, bekent hij haar dat hij al getrouwd is.

## Rolverdeling
| Acteur           | Personage           |
| ---------------- | ------------------- |
| William Holden   | Colin Black         |
| Deborah Kerr     | Lee Ashley          |
| Thelma Ritter    | Kate Connors        |
| Dewey Martin     | Eddie Wodcik        |
| William Redfield | Aalmoezenier Holmes |
| Ross Bagdasarian | Louie               |
| Adam Williams    | Eustace Press       |
| Marion Ross      | Joan                |
| Theodore Newton  | Bob Kilpatrick      |
| Richard Shannon  | Majoor              |
| Peter Hansen     | Luitenant Hutchins  |

## Prijzen en nominaties
| Jaar | Prijs  | Categorie             | Genomineerde(n)                                              | Uitslag     |
| ---- | ------ | --------------------- | ------------------------------------------------------------ | ----------- |
| 1956 | Oscars | Best productieontwerp | Hal Pereira A. Earl Hedrick Samuel M. Comer Frank R. McKelvy | Genomineerd |
| 1956 | Oscars | Beste kostuumontwerp  | Edith Head                                                   | Genomineerd |